# Fu’an

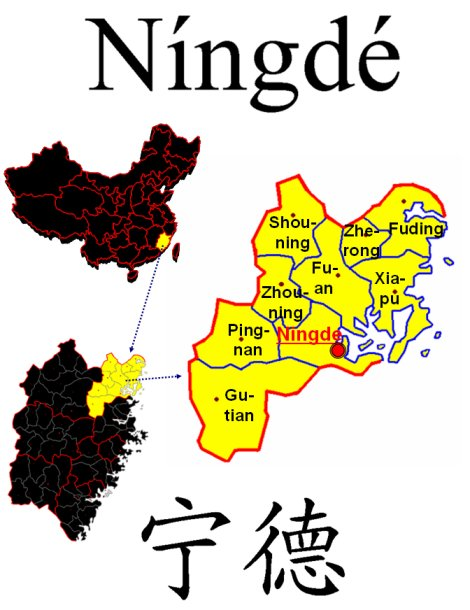
Gliederung der bezirksfreien Stadt Ningde

Fu’an (chinesisch 福安市, Pinyin Fú’ān Shì) ist eine kreisfreie Stadt im Verwaltungsgebiet der bezirksfreien Stadt Ningde der südchinesischen Provinz Fujian. Sie hat eine Fläche von 1.852 km² und zählt 609.779 Einwohner (Stand: 2020).
Der Shifeng-Tempel (Shifeng si 狮峰寺) steht seit 2006 auf der Liste der Denkmäler der Volksrepublik China (6-587).

## Persönlichkeiten
- Gregory Luo Wenzao (um 1610–1691), der erste römisch-katholische Bischof chinesischer Herkunft und Dominikaner